# 池貝喜四郎
池貝 喜四郎（いけがい きしろう、1877年（明治10年）5月15日 - 1933年（昭和8年）3月28日）は、日本の機械技術者、発明家。
1905年（明治38年）に池貝式標準旋盤を開発した。その他に縮写削成機や国産の石油機関など合わせて34件の特許を取得した。

## 来歴
千葉県平郡勝山村（現在の鋸南町）出身。父は安房加知山藩酒井氏の分家において家老を務めた池貝重右衛門である。
9歳の時、父である池貝重右衛門が士族の商法に失敗して、上京し小石川の住居に移った。11歳の時、兄の池貝庄太郎の芝区金杉町の住居に移り、金杉小学校に転校する。小学校卒業後の13歳のときに兄が経営する池貝工場（池貝鐵工所を経て現在の池貝）に入り、機械工となった。
1889年（明治22年）兄の指導の下、車回し1人、仕上師1人、の4人で国産一号旋盤である英式9フィート旋盤2台を製作。
第一次世界大戦が勃発しロシアから約600台の発動機を半年で製造する注文が入ったが治具や取り付け具を使い現有設備を活用し、専門機を自身の創意で数台作っただけで成し遂げた。また国内の製造業において多量生産が起こることを見通し大正5年から限界ゲージ方式を採用した。。
1926年（大正15年）プロファイル縮写削成機を発明。
1933年（昭和8年）腸チフスのため死去（享年57歳）。

## 人物
- 海外から機械雑誌『アメリカンマシニスト』『マシナリー』などを取り寄せ、英語を読む力はなかったが他人が読めば要領を悟り、図面を見れば機構を理解することができた。そのため「カタログ博士」というあだ名がついていた[3]。
- 製造部長時代、ハンマーをもって工場を巡回し不良箇所をみつけて即座に破壊するか改造していた[3]。
- 外国の機械についてかなり観察をしていたが常に批判的立場をとりそれを顧みて独自の構想を立てることを常としていたため、発明草案にあたり外国の先例を参考にしたことは稀なことであった。さらに発明について次のように述べている。「追随は全く禁物である。外国品にとらわれるとどこまでも追い掛けていくことになる。追い越すことは不可能となるから自分で創り別途に進むに限る。」[3]

## 特許
- 特許第41262号 池貝式旋盤[4]
- 特許第67751号　削成機ノ改良